# Jalkapallon suomenmestaruuskilpailut 1913
La Jalkapallon suomenmestaruuskilpailut 1913 fu la sesta edizione del campionato finlandese di calcio. Fu giocato in un formato di coppa e vide la vittoria del KIF.

## Semifinali
|         | Risultati |              | Luogo e data |
| ------- | --------- | ------------ | ------------ |
| KIF     | 4-1       | HJK          |              |
| Åbo IFK | 1-1       | Turun Riento |              |
| Åbo IFK | 0-0       | Turun Riento |              |
| Åbo IFK | 3-0       | Turun Riento |              |
|         |           |              |              |

## Finale
|     | Risultati |         | Luogo e data |
| --- | --------- | ------- | ------------ |
| KIF | 5-3       | Åbo IFK |              |
|     |           |         |              |